# Bruno Nardini
Bruno Nardini (Scarperia, 1921 – Firenze, 1990) è stato un editore, poeta, scrittore e saggista italiano.

## Biografia
Nato nel 1921 a Scarperia nell'odierna città metropolitana di Firenze, sin da giovane lavorò nel settore dell'editoria a Firenze, Milano, Verona e come dirigente della Mondadori. Nel 1970 fondò la casa editrice "Centro internazionale del libro", che assunse poi il nome di "Nardini Editore", con una produzione di volumi d'arte e di testi medievali.
Esordì nella letteratura con il romanzo Variazioni del sangue, pubblicato nel 1950 dalla Vallecchi. Due anni più tardi, sempre con la Vallecchi, uscì il primo volume di versi: La terra di Nod. La sua poesia, che ha un'ispirazione religiosa autobiografica o di meditazione biblica, è caratterizzata da un «respiro intenso e sofferto» che può divenire «effusione declamata». Nella sua produzione saggistica  troviamo testi dedicati ad alcuni dei grandi personaggi della Toscana rinascimentale: Incontro con Michelangelo (1972), Vita di Leonardo (1974) e volumi di argomento esoterico: Misteri e dottrine segrete (1976). È autore, inoltre, di diverse trascrizioni e interpretazioni di appunti leonardeschi.
Morì a Firenze, a sessantanove anni, nel 1990.

## Opere
- Variazioni del sangue, Firenze, Vallecchi, 1950.
- La terra di Nod, Firenze, Vallecchi, 1952.
- Via San Leonardo, Firenze, Centro internazionale del libro, 1959.
- Ballata, Firenze, Centro internazionale del libro, 1967.
- Il dono degli dei, Milano, A. Mondadori, 1970.
- Intermezzi, Firenze, Centro internazionale del libro, 1970.
- Incontro con Michelangiolo, Firenze, Giunti-Centro internazionale del libro, 1972.
- Vita di Leonardo, Firenze, Giunti, 1974.
- Misteri e dottrine segrete. Dal "trapassato remoto" ai nostri giorni, Firenze, Centro internazionale del libro, 1976.
- Esoterismo di Michelangelo, Firenze, Centro internazionale del libro, 1976.
- Elegia, Firenze, Centro internazionale del libro, 1977.
- Una generazione tradita, Firenze, Centro internazionale del libro, 1977.
- Leggenda, Firenze, Centro Internazionale del libro, 1978.
- Primo incontro con la mitologia greca e romana, Firenze, Giunti-Nardini, 1982.
- Dio e il diavolo. Problemi maledetti, Firenze, Nardini, 1987.
- Il drago e l'arcangelo, Firenze, Centro internazionale del libro, 1987.
- Maestri del Rinascimento. La vita e l'opera di dieci artisti nella storia del loro tempo, Firenze, Nardini, 1989. ISBN 88-404-6605-3.
- Rapsodia, Firenze, Nardini, 1990. ISBN 88-404-4127-1.

### Curatele, interpretazioni e trascrizioni
- Leonardo da Vinci, Favole e leggende, interpretate e trascritte da Bruno Nardini, Firenze, Giunti-Centro internazionale del libro, 1972.
- Leonardo da Vinci, Animali fantastici. Favole, leggende e facezie, interpretate e trascritte da Bruno Nardini, Firenze, Giunti-Nardini, 1974.
- Leonardo da Vinci, I pensieri ,  a cura di Bruno Nardini, Firenze, Giunti-Nardini, 1977.
- Leon Battista Alberti, Cento favole, interpretate e trascritte da Bruno Nardini, Firenze, Giunti-Nardini, 1979.
- Leonardo da Vinci, Le meraviglie dell'universo, osservazioni scientifiche interpretate e trascritte da Bruno Nardini, Firenze, Giunti-Nardini, 1985.
- Leonardo da Vinci, Indovinelli e scherzi, liberamente interpretati e trascritti da Bruno Nardini, Firenze, Giunti-Nardini, 1989. ISBN 88-404-6115-9.